# Zinalrothorn
Zinalrothorn (4221 m n. m.) je hora ve Walliských Alpách. Leží na území Švýcarska v kantonu Valais. Název je odvozen od vesnice Zinal, i když obce Täsch a Zermatt leží blíž. Hora se nachází 5 km jižně od Weisshornu a 7 km východně od Dent Blanche. Na vrchol je možné vystoupit od Rothornhütte (3198 m n. m.) a Cabane du Mountet (2886 m n. m.). Pod horou se nacházejí ledovce Glacier de Moming a Grenzgletscher.

## Prvovýstupy
Severní hřeben: 22. srpna 1864. Leslie Stephen, Florence Crauford Grove, vůdci Jakob Anderegg, Melchior Anderegg. Obtížnost AD 3+ UIAA.
Přes Gabel (jihovýchodní hřeben a jižní kuloár): 5. září 1872. Clinton Thomas Dent, Alexander Burgener, George Augustus Passingham, Ferdinand Imseng, Franz Andermatten. Dnešní Normální cesta. Obtížnost AD- 3- UIAA.
Západní stěna: srpen 1878. Martin Conway, William Penhall, G. S. Scriven, Ferdinand Imseng, Peter a M. Truffer.
Rothorngrat (jihozápadní hřeben): srpen 1901. C. Gross, R. Taugwalder. V sestupu již dříve 16. září 1898 J. Robinson, A. Kronig, P. Perren. Obtížnost D 4 UIAA.
Kanzelgrat, jihovýchodní hřeben: 5. září 1933. E. R. Blanchet, K. Mooser. Obtížnost TD- 5 UIAA.
Severní stěna: 2. srpna 1941. Loulou Boulazová, Pierre Bonnant. Obtížnost ED- mix.
Východní stěna: 6. srpna 1945. André Roch, Robert Grélou, Ruedi Schmidt.
První zimní výstup uskutečnili 7. února 1914 Marcel Kurz a T. Theytaz.